# Joseph ibn Yaḥya ben David

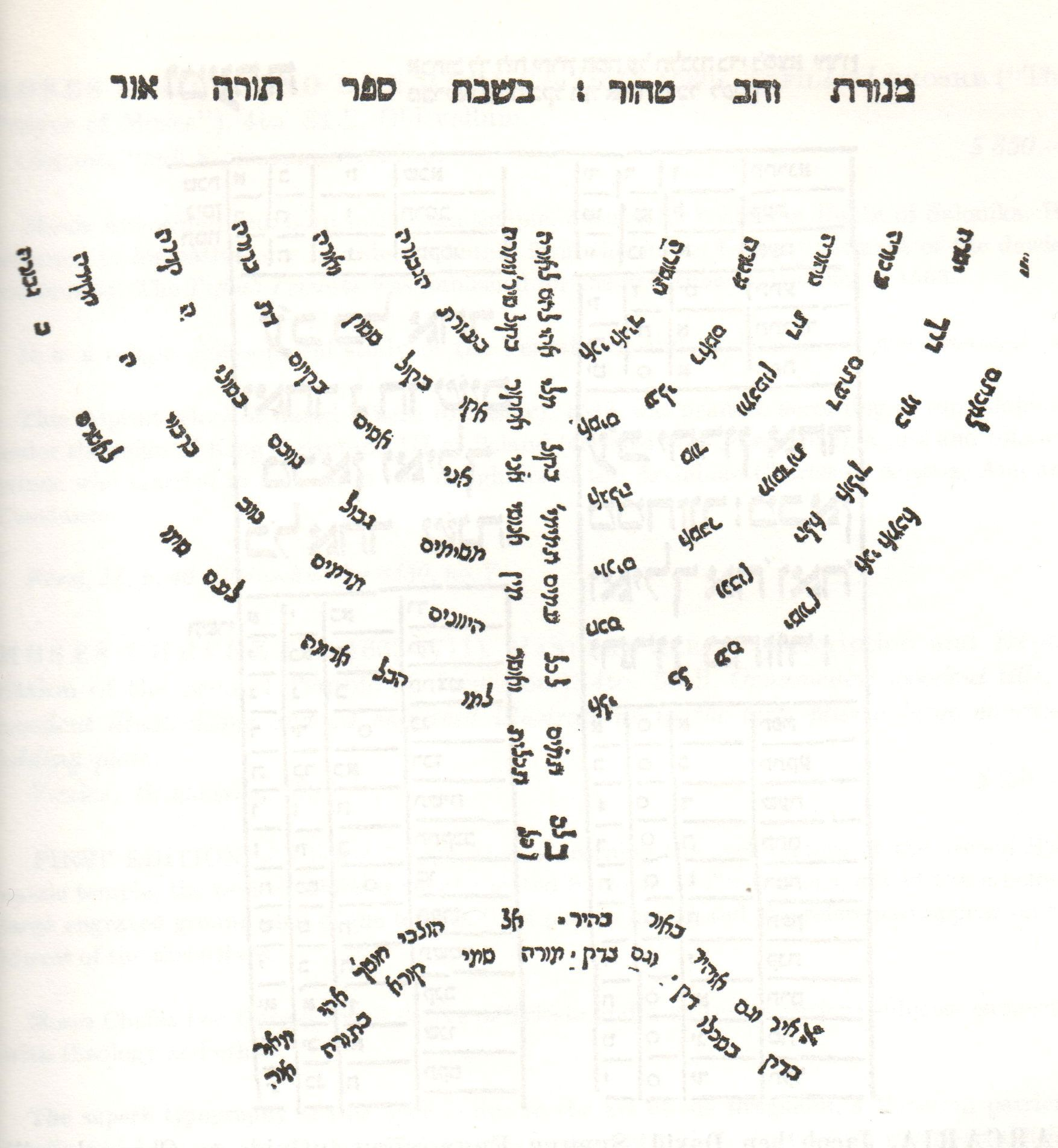
Torah Ow. Frontispiz

Joseph ibn Yaḥya ben David (* um 1495 in Florenz; † 1534 oder 1539) war ein jüdischer Gelehrter in Italien. Seine Familie stammte aus Portugal.

## Leben
Joseph ibn Yaḥya ben David wurde als Sohn von Dina und David ibn Yaḥya ben Joseph geboren. Anderslautende Angaben bei William H. Schab beruhen offenbar auf einer Verwechslung. Dieses Paar soll 1495 aus Portugal geflohen, nach Pisa gelangt und dort von den Truppen Louis’ XII. gefangen genommen worden sein. Dina, die sich als Mann verkleidet hatte, wurde entlarvt und bedrängt, woraufhin sie von einem hohen Dach gesprungen sein, trotzdem aber später in Florenz den gesunden Sohn Joseph geboren haben soll. Dieser schrieb das theologisch-eschatologische Werk Torah Ow, das 1538 in Bologna verlegt wurde. Joseph ibn Yaḥya ben David verbrachte den größten Teil seines Lebens in Florenz und Imola. Torah Ow wurde in der Druckerei der jüdischen Seidenweber in Bologna gedruckt, die von 1537 bis 1540 existierte. Insgesamt wurden dort nur neun Bücher veröffentlicht.